# ヴィアネイ・ハルター
ヴィアネイ・ハルター（Vianney Halter ）は、1963年、フランスに生まれ、独立時計師アカデミーに所属する時計師である。
1981年に時計学校を卒業した後は時計師を目指してまず古い時計の修復を手がけた。1994年時計メーカー「ジャンヴィエ」（Janvier S.A. ）を設立。1998年にバーゼルフェアに出品した「アンティコア」（Antiqua ）が高い評価を受けた。